# Châtelraould-Saint-Louvent
Châtelraould-Saint-Louvent est une commune française, située dans le département de la Marne en région Grand Est.

## Géographie
|                   | Courdemanges               |                         |
| Le Meix-Tiercelin | Châtelraould-Saint-Louvent | Blaise-sous-Arzillières |
|                   | Les Rivières-Henruel       |                         |

Écarts : les fermes des Perthes, Petites Perthes et Perthes Sauvées à 4 km. Château de Beaucamp, maison Bellesaux, et le moulin à eau.

### Hydrographie
La commune est dans la région hydrographique « la Seine de sa source au confluent de l'Oise (exclu) » au sein du bassin Seine-Normandie. Elle est drainée par la Charonne, le canal 01 de Beaucamp, le canal 02 de Beaucamp, le Fossé 01 de Froide Fontaine, le Goulot, le ruisseau de l'Étang et divers autres petits cours d'eau,.
La Charonne, d'une longueur de 11 km, prend sa source dans la commune de Saint-Chéron et se jette  dans la Guenelle à Glannes, après avoir traversé six communes. 

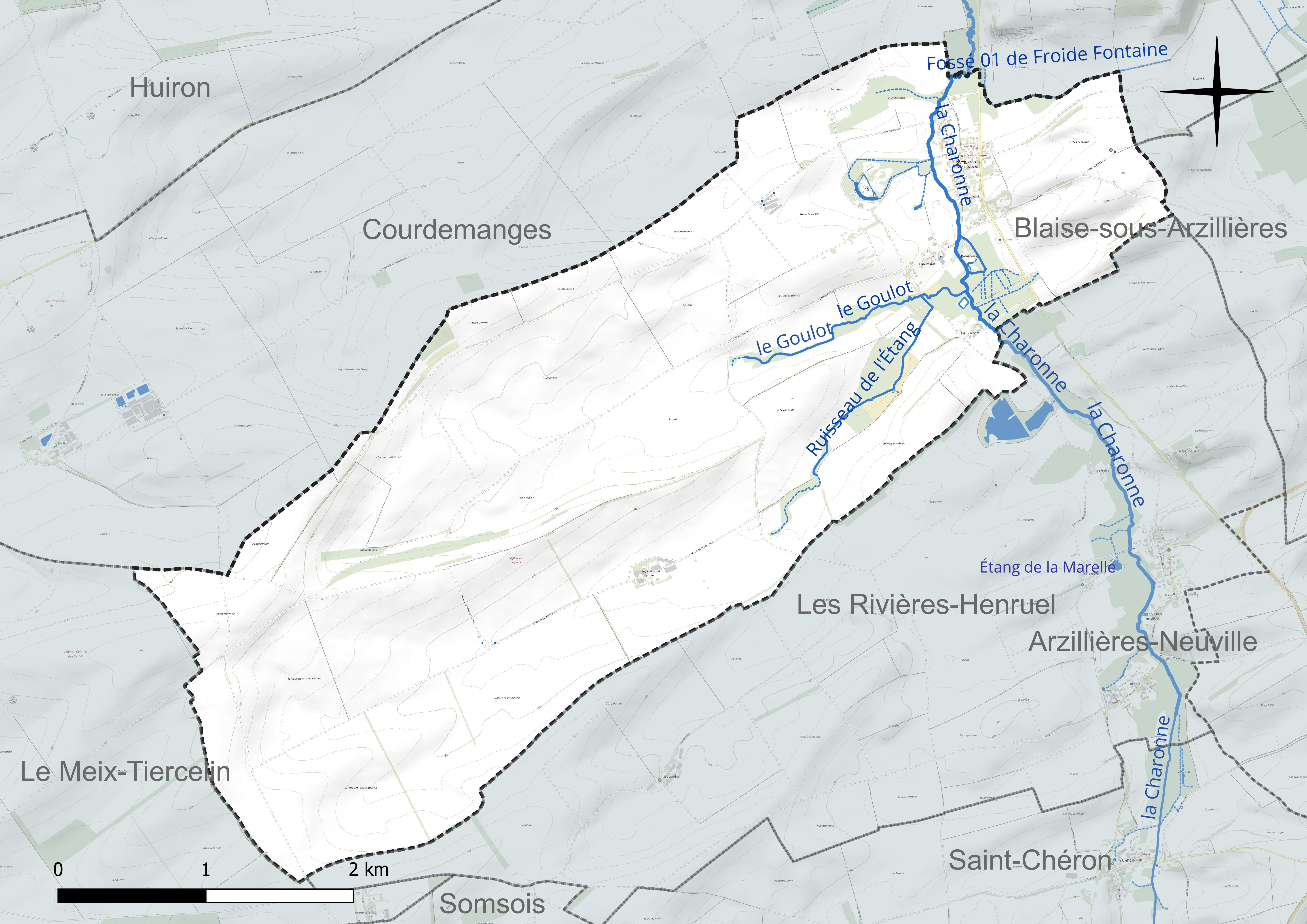
Réseau hydrographique de Châtelraould-Saint-Louvent.

### Climat
Pour des articles plus généraux, voir Climat du Grand Est et Climat de la Marne.
En 2010, le climat de la commune est de type climat océanique dégradé des plaines du Centre et du Nord, selon une étude du Centre national de la recherche scientifique s'appuyant sur une série de données couvrant la période 1971-2000. En 2020, Météo-France publie une typologie des climats de la France métropolitaine dans laquelle la commune est exposée à un climat océanique altéré et est dans la région climatique  Nord-est du bassin Parisien, caractérisée par un ensoleillement médiocre, une pluviométrie moyenne régulièrement répartie au cours de l’année et un hiver froid (3 °C). 
Pour la période 1971-2000, la température annuelle moyenne est de 10,6 °C, avec une amplitude thermique annuelle de 15,6 °C. Le cumul annuel moyen de précipitations est de 729 mm, avec 11,8 jours de précipitations en janvier et 8,2 jours en juillet. Pour la période 1991-2020, la température moyenne annuelle observée sur la station météorologique de Météo-France la plus proche, « Frignicourt », sur la commune de Frignicourt à 4 km à vol d'oiseau, est de 11,5 °C et le cumul annuel moyen de précipitations est de 694,6 mm. 
La température maximale relevée sur cette station est de 41,7 °C, atteinte le 25 juillet 2019 ; la température minimale est de −22 °C, atteinte le 9 janvier 1985,,. 
Les paramètres climatiques de la commune ont été estimés pour le milieu du siècle (2041-2070) selon différents scénarios d'émission de gaz à effet de serre à partir des nouvelles projections climatiques de référence DRIAS-2020. Ils sont consultables sur un site dédié publié par Météo-France en novembre 2022.

## Urbanisme

### Typologie
Au 1er janvier 2024, Châtelraould-Saint-Louvent est catégorisée commune rurale à habitat dispersé, selon la nouvelle grille communale de densité à sept niveaux définie par l'Insee en 2022.
Elle est située hors unité urbaine. Par ailleurs la commune fait partie de l'aire d'attraction de Vitry-le-François, dont elle est une commune de la couronne,. Cette aire, qui regroupe 73 communes, est catégorisée dans les aires de moins de 50 000 habitants,.

### Occupation des sols
L'occupation des sols de la commune, telle qu'elle ressort de la base de données européenne d’occupation biophysique des sols Corine Land Cover (CLC), est marquée par l'importance des territoires agricoles (94,4 % en 2018), en diminution par rapport à 1990 (96,4 %). La répartition détaillée en 2018 est la suivante : 
terres arables (90,2 %), zones agricoles hétérogènes (4,2 %), forêts (3,5 %), zones urbanisées (2,1 %). L'évolution de l’occupation des sols de la commune et de ses infrastructures peut être observée sur les différentes représentations cartographiques du territoire : la carte de Cassini (XVIIIe siècle), la carte d'état-major (1820-1866) et les cartes ou photos aériennes de l'IGN pour la période actuelle (1950 à aujourd'hui).

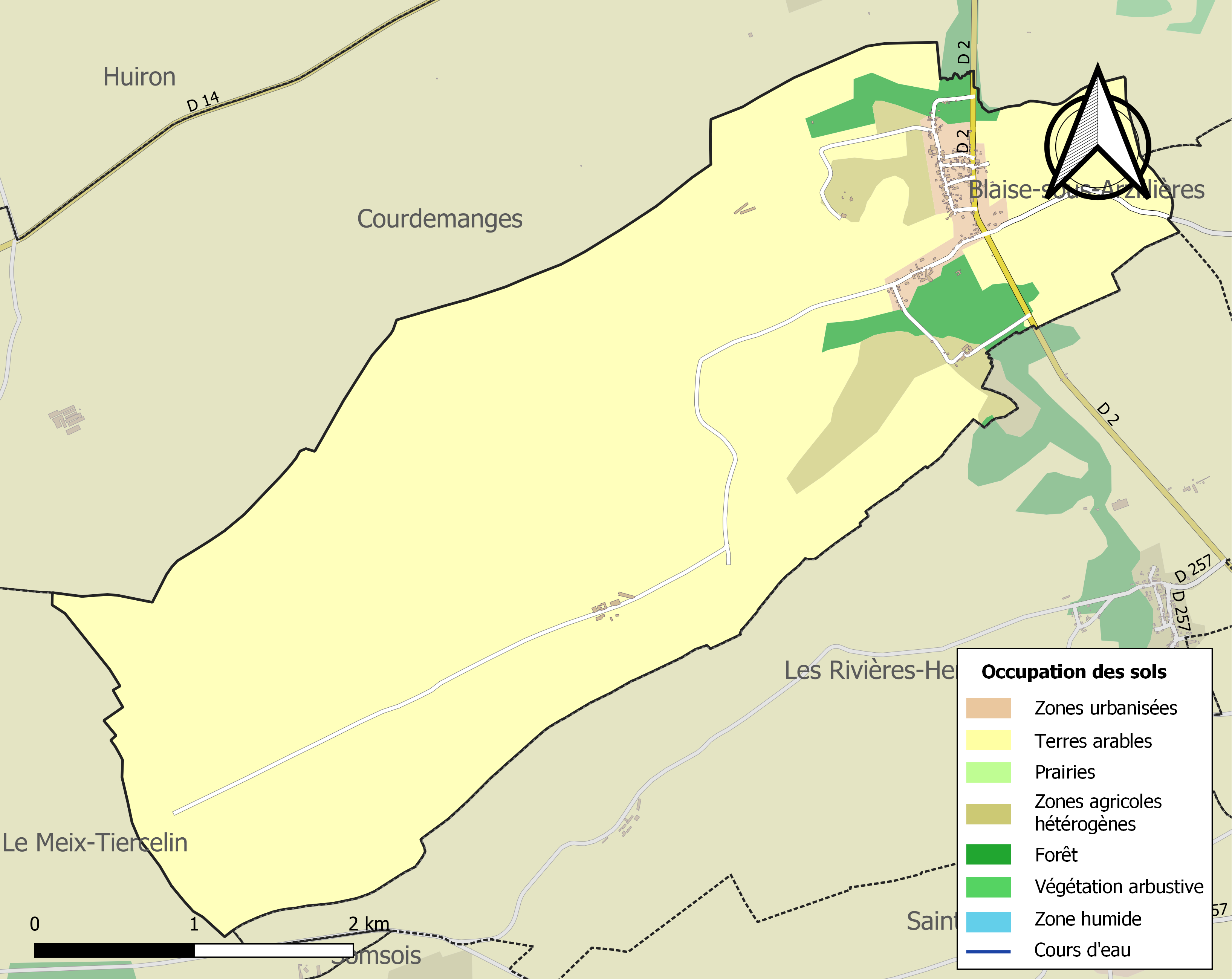
Carte des infrastructures et de l'occupation des sols de la commune en 2018 (CLC).

## Toponymie
Le nom de la localité est attesté sous les formes Castrum Radulfi (1091-1125) ; Adelardus de Castro Radulfo (1131-1142) ; Castellum Rodulfi (1131-1142) ; Castellum Radulphi (1168) ; Castrum Rodulfi (1178) ; Chatourou (avant 1190) ; Chautonru (1392) ; Chasteau-Rou (1445) ; Chasteau-Roux (1464) ; Chastelrou (1464) ; Chasteau-Roul (1469) ; Chastel-Rous, Chastiau-Rous (1527) ; Chastel-Roux (1549) ; Chastelraoul (1553) ; Chastelraould (1565) ; Chatelleroux (1651) ; Chatelraoud (1693) ; Chatelroux (1739) ; Chastelroux en Champagne (1787) ; Chatrou (XVIIIe siècle).

Saint-Louvent est un ancien village de la commune attesté sous les formes Sanctus Lupentius (1092) ; Saint-Levant (vers 1222) ; Saint-Lovent, Saint-Louvanz (vers 1274) ; Saint-Loupvant (1641) ; Saint-Louvant (1687) ; Saint-Louvant, paroisse de Chastelroux (1696) ; Louvent (1793) ; Courdemont (1794).

Saint-Louvent est un hagiotoponyme qui fait référence à un saint qui a subi un martyre en Champagne.

## Histoire
Le village de Châtel-Raould ou Chatelraould est situé au nord-ouest de Saint-Remy-en-Bouzemont et au sud-ouest de Vitry-le-François, au bord de la rivière Chéronne.
Le chapitre de Saint-Étienne de Chalons levait des dîmes et exerçait des droits seigneuriaux sur Châtel-Raould en 1449. Saint-Louvent payait certaines redevances à l'abbaye Saint-Martin d'Huiron en 1274.
En 1789, Châtelraould était compris dans l’élection de Vitry et suivait la coutume de cette ville. Le village obtint en 1835, de la Société d'agriculture, une médaille pour le bon état de ses chemins.
| Durant la Révolution, pour suivre le décret de la Convention du 25 vendémiaire an II invitant les communes ayant des noms pouvant rappeler les souvenirs de la royauté, de la féodalité ou des superstitions, à les remplacer par d'autres dénominations, la commune de Saint-Louvent change de nom pour Courdemont. |

La commune de Châtelraould-Saint-Louvent est née de la fusion, en 1851, de la commune de Châtelraould avec celle de Saint-Louvent. Le nom de Saint-Louvent vient de Louvent, abbé en Gévaudan ayant subi un martyre non loin de la commune, et considéré comme saint par l'église catholique.
La commune de Saint-Louvent fut réunie à Chatel-Raould en 1851. Elle est également sur la Chéronne, et tire son nom d’un prêtre qui y vivait au VIe siècle, et qui fut assassiné par ordre de Brunehilde en 584, pour avoir osé blâmer ses désordres.
En septembre 1914, c'est le début de la bataille de la Marne. Les armées allemande et française s'affrontent, du 5 au 12 septembre, autour des villages de Chatelraould, Courdemanges, Huiron, Glannes, Frignicourt et Sompuis. Les objectifs principaux étant le Mont Moret (Cote 153) et le pont à la sortie de Frignicourt direction Brienne. Les troupes françaises occupaient principalement le SO du Mont Moret alors que les Allemands occupaient le N-NE.
Lors de la Seconde Guerre mondiale, Chatelraould abritait des résistants jusqu'à ce que Jacques de La Fournière, chef du groupe Robin-BuckMaster (ou groue YES) et son fils Jean furent arrêtés chez eux (au château Beaucamp) par la Gestapo. Ils furent interrogés par la Gestapo au siège de Paris. Jacques n'en revint pas ; torturé, il préféra se taire et mourir. Jean est libéré le 30 août 1943 et rejoint le maquis des Chênes, mouvement résistant descendant direct du groupe de son père,  commandé par le colonel François de La Hamayde.
Église : succursale dédiée à Notre Dame.
Chatelraould :
Castrum Radulfi, entre 1091 – 1125 
Adelardus de Castro Radulfo, entre 1131 – 1142 
Castellum Radulfi, 1168 
Castrum Rodulfi, 1178 
Chatourou, avant 1190 
Chautonru, 1392 
Chasteau-Rou, 1445 
Chasteau-Roux, 1464 
Chastelrou, 1464 
Chasteau-Roul, 1469 
Chastel-Rous, 1527 
Chastel-Roux, 1549 
Chastelraoul, 1553 
Chastelraould, 1565 
Chatelleoux, 1651 
Chatrout (Carte de Nicolas Sanson en 1656)
Chatelraoud, 1693 
Chatelroux, 1739 
Chatelroux en Champagne, 1787 
Chatrou, au XVIIIe (sur la carte de Cassini, à ce jour elle est encore nommée ainsi par les autochtones)
Saint-Louvent :
Sanctus Lupentius, 1092 
Saint Levant, vers 1222 
Saint Lovent, 
Saint Louvanz, vers 1274 
Saint Loupvant, 1641 
Louvan (Carte de Nicolas Sanson en 1656) 
Saint Louvant, 1687 - 1696 
Louvent, 1793 
Courdément, 1794

## Politique et administration
| Période                                  | Période    | Identité         | Étiquette | Qualité |
| ---------------------------------------- | ---------- | ---------------- | --------- | ------- |
| Les données manquantes sont à compléter. |            |                  |           |         |
| 1875                                     | après 1877 | Pothier          |           |         |
| mars 2001                                | mai 2020   | René Hanot       |           | ,       |
| mai 2020                                 | En cours   | Claude Thiebault |           |         |

## Équipements et services publics

### Postes et télécommunications
Le bureau de poste le plus proche est situé à Frignicourt, à environ 4 km de Châtelraould-Saint-Louvent. La boîte aux lettres de La Poste la plus proche se trouve à Courdemanges, à 2 km. 

### Justice, sécurité et secours
Du point de vue judiciaire, Châtelraould-Saint-Louvent relève du conseil de prud'hommes, du tribunal de commerce, du tribunal judiciaire, du tribunal paritaire des baux ruraux et du tribunal pour enfants de Châlons-en-Champagne, dans le ressort de la cour d'appel de Reims. Pour le contentieux administratif, la commune dépend du tribunal administratif de Châlons-en-Champagne et de la cour administrative d'appel de Nancy.
Châtelraould-Saint-Louvent est située en secteur Gendarmerie nationale et dépend de la brigade de Saint-Remy-en-Bouzemont-Saint-Genest-et-Isson.
En matière d'incendie et de secours, les casernes les plus proches sont celles de Vitry-le-François et de Saint-Remy-en-Bouzemont, rattachées au Service départemental d'incendie et de secours (SDIS) de la Marne.

## Démographie
L'évolution du nombre d'habitants est connue à travers les recensements de la population effectués dans la commune depuis 1793. Pour les communes de moins de 10 000 habitants, une enquête de recensement portant sur toute la population est réalisée tous les cinq ans, les populations de référence des années intermédiaires étant quant à elles estimées par interpolation ou extrapolation. Pour la commune, le premier recensement exhaustif entrant dans le cadre du nouveau dispositif a été réalisé en 2004.

En 2022, la commune comptait 253 habitants, en évolution de +11,95 % par rapport à 2016 (Marne : −1,19 %, France hors Mayotte : +2,11 %).
| 1793 | 1800 | 1806 | 1821 | 1831 | 1836 | 1841 | 1846 | 1851 |
| ---- | ---- | ---- | ---- | ---- | ---- | ---- | ---- | ---- |
| 225  | 172  | 169  | 143  | 181  | 210  | 218  | 207  | 228  |

| 1856 | 1861 | 1866 | 1872 | 1876 | 1881 | 1886 | 1891 | 1896 |
| ---- | ---- | ---- | ---- | ---- | ---- | ---- | ---- | ---- |
| 290  | 310  | 291  | 271  | 261  | 242  | 245  | 240  | 240  |

| 1901 | 1906 | 1911 | 1921 | 1926 | 1931 | 1936 | 1946 | 1954 |
| ---- | ---- | ---- | ---- | ---- | ---- | ---- | ---- | ---- |
| 224  | 215  | 201  | 182  | 188  | 236  | 247  | 225  | 220  |

| 1962 | 1968 | 1975 | 1982 | 1990 | 1999 | 2004 | 2006 | 2009 |
| ---- | ---- | ---- | ---- | ---- | ---- | ---- | ---- | ---- |
| 227  | 226  | 212  | 220  | 234  | 229  | 222  | 225  | 236  |

| 2014 | 2019 | 2022 | - | - | - | - | - | - |
| ---- | ---- | ---- | - | - | - | - | - | - |
| 233  | 245  | 253  | - | - | - | - | - | - |

## Héraldique
| Armes de Châtelraould-Saint-Louvent | Les armes de la commune se blasonnent ainsi : d'or au château de deux tours couvertes de gueules ajouré, maçonné et hersé de sable, surmonté d'une palme de sinople et d'une crosse d'azur passées en sautoir au point du chef. |

## Culture locale et patrimoine

### Lieux et monuments
Église : chœur du XIIIe siècle, transept XVe siècle, nef et clocher XIXe siècle, ornements XIXe siècle, Vierge XVIIe siècle.
Château de Beaucamp,
Stade Louis-Brûlé.

### Personnalités liées à la commune
- Saint Louvent.
- Jean Chavel, PDG du groupe Charal. Il a vécu à Chatelraould, sa maison se situait route de Blaise.
- Charles Philippe Édouard de Liniers (1805-1882) : général, mort au château de Beaucamp.
- Jacques de La Fournière (1892-7 août 1943), commandant, résistant connu pour être le premier chef des résistants vitryats, le Groupe Yes. Il est décédé à Paris, au siège de la Gestapo, sous la torture, sans jamais avoir parlé.

## Sources